# Nagy dinamikatartományú kép
A digitális képalkotás és képfeldolgozás, illetve a számítógépes grafika területén a nagy dinamikatartományú kép (angolul high dynamic range imaging (HDRI) vagy csak high dynamic range (HDR) olyan képet jelöl, amely különféle technológiák és eljárások révén a jelenlegi digitális képalkotási vagy fényképezési technológiákhoz képest nagyobb dinamikatartomány megjelenítését teszi lehetővé – azaz egy képen belül világosabb és sötétebb területeket is meg lehet jeleníteni. A nagy dinamikatartományú képek lehetővé teszik, hogy a jelenleg rendelkezésre álló digitális szenzorokkal is megjelenítsék az elsősorban kültéri fotókat érintő, jelentősen eltérő fénysűrűségű témákat.
Az elterjedt angol rövidítés után legtöbbször HDR-ként említett, nagy dinamikatartományú fényképezés során 2, 3 vagy még több, eltérő expozíciójú fényképet készítenek (amelyeket „alacsony dinamikatartományú képnek” (Low Dynamic Range, LDR) vagy sztenderd dinamikatartományú (standard-dynamic-range, SDR) képnek neveznek). A fényképekből azután számítógépen, speciális szoftverek segítségével készítenek el egy képet, azaz ún. tonemapping vagy exposure blending eljárással. A nagy dinamikatartományú képeket emellett elő lehet állítani számítógépes képgenerálással (rendering) is.

## Példák

Alacsony dinamikatartományú (túl sötét vagy túl világos) képek
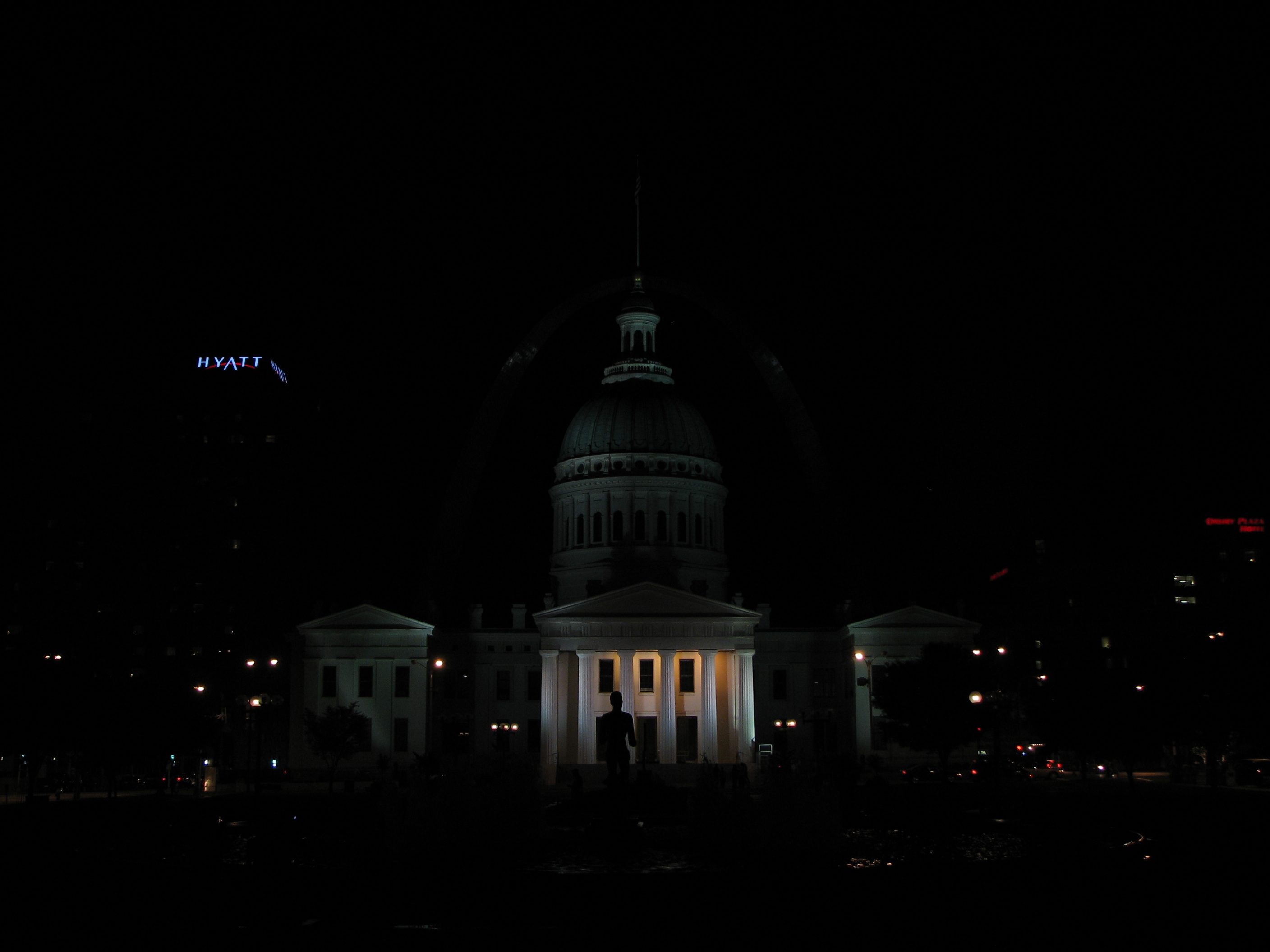
–4 stop
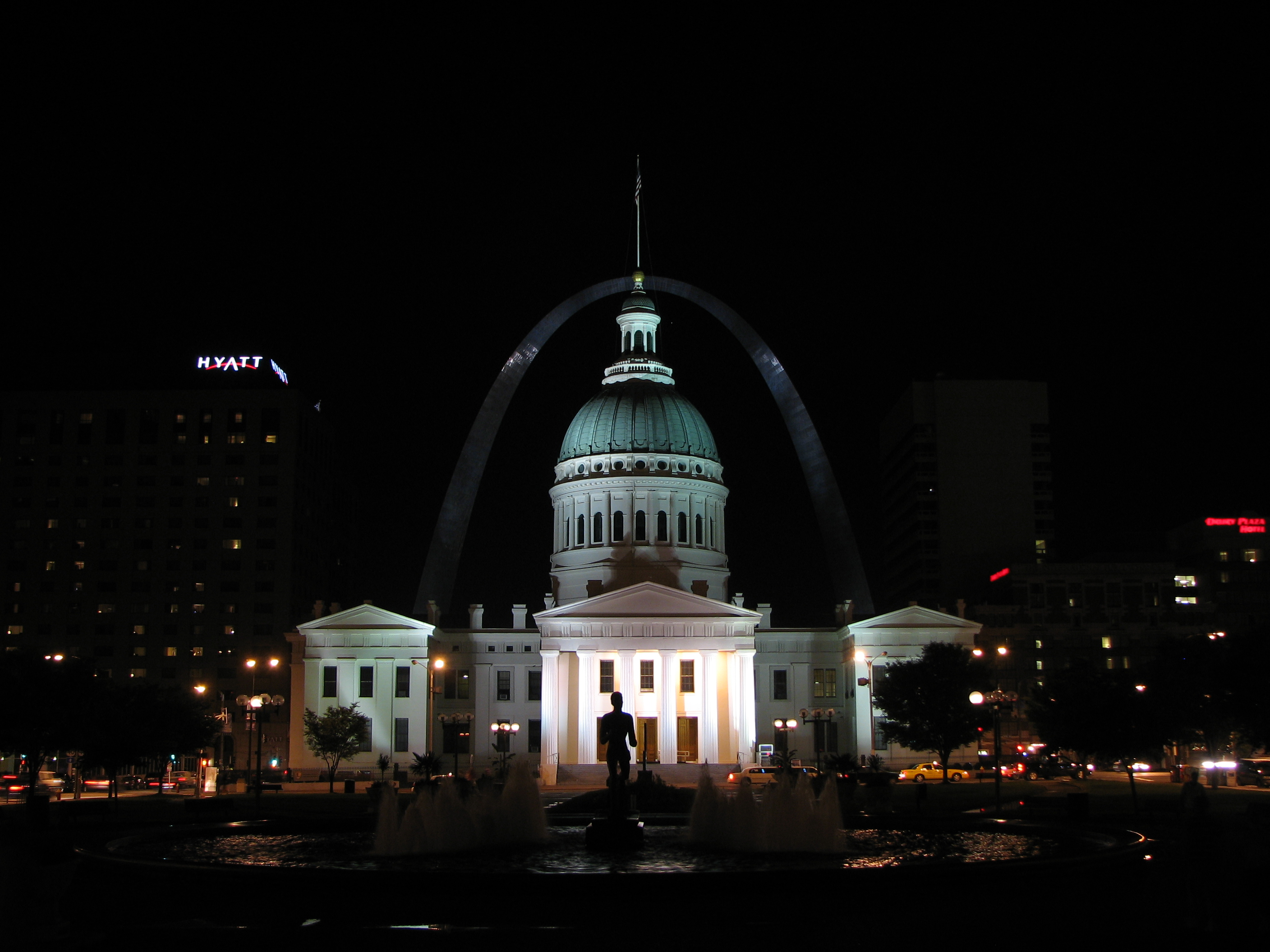
–2 stop
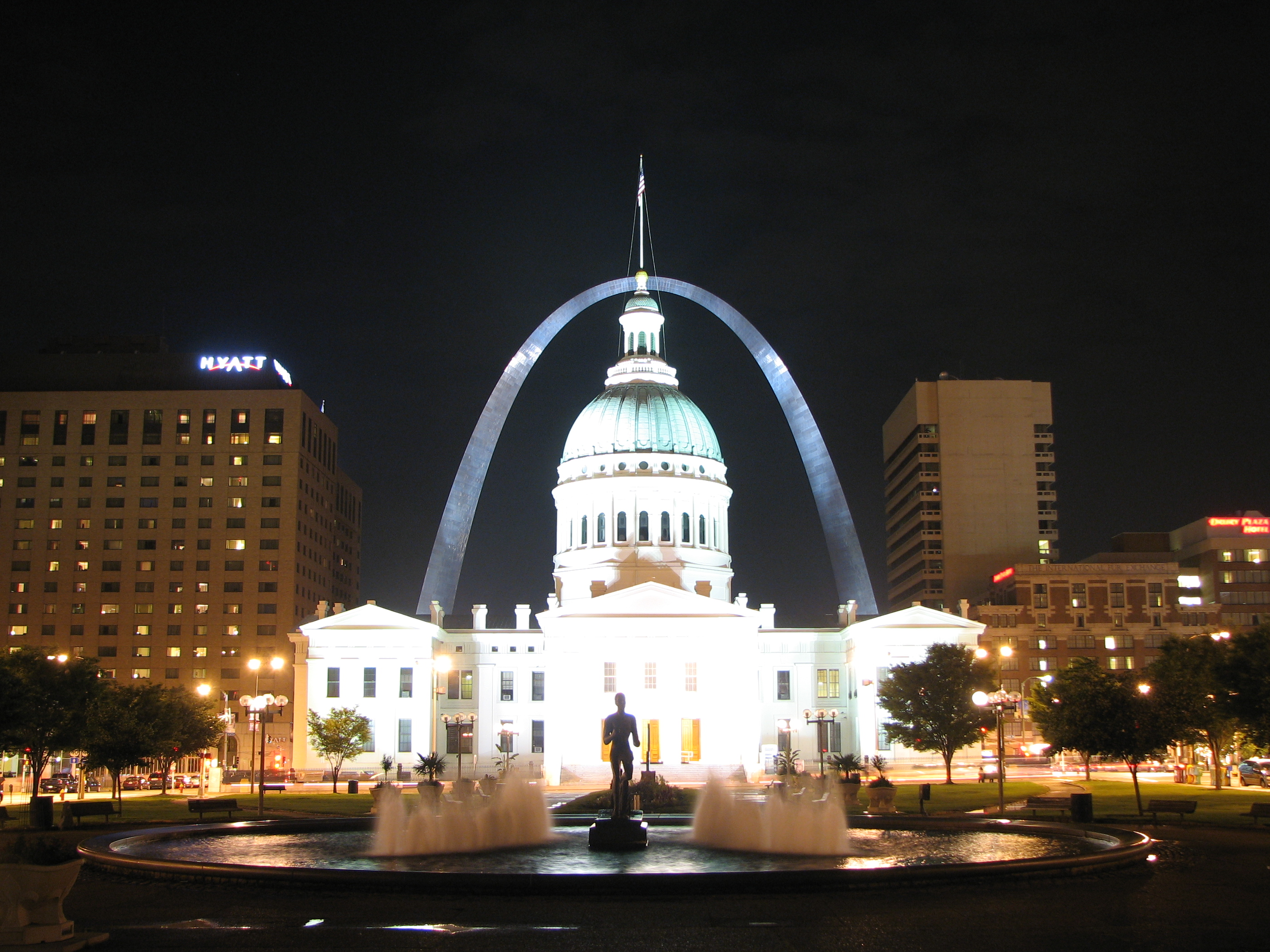
+2 stop
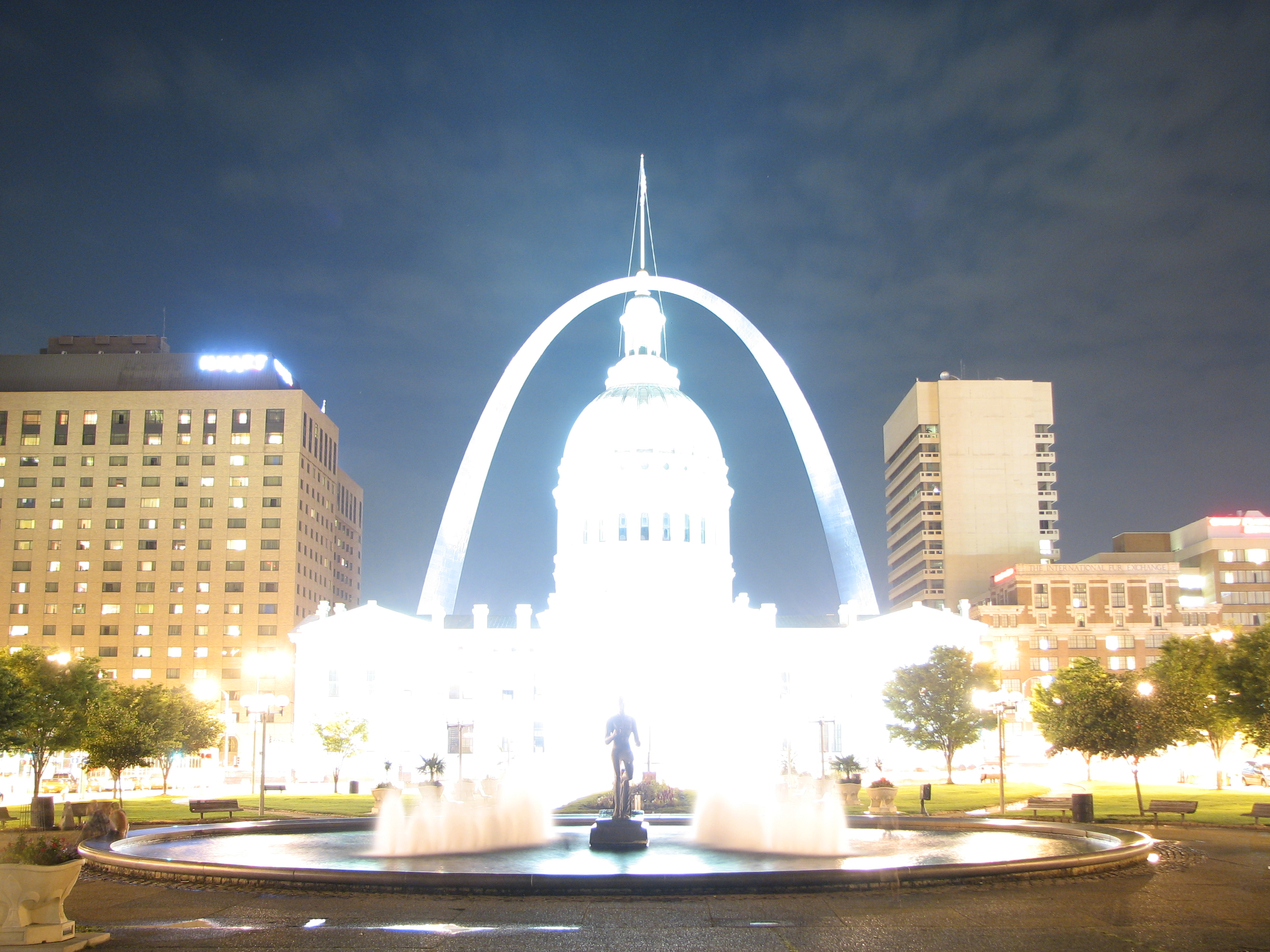
+4 stop

Magas dinamikatartományú kép előállítása
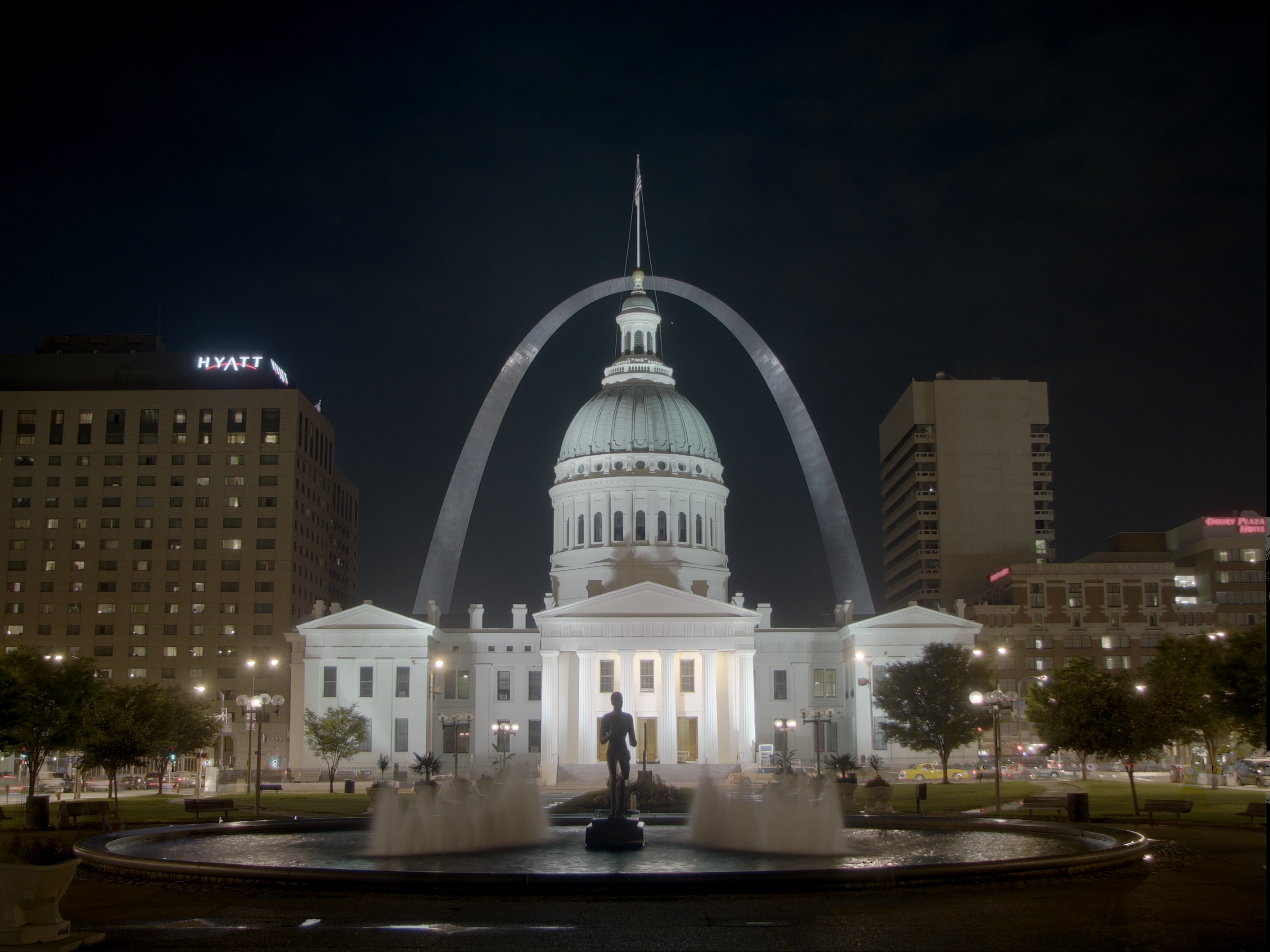
Kontraszt redukálása
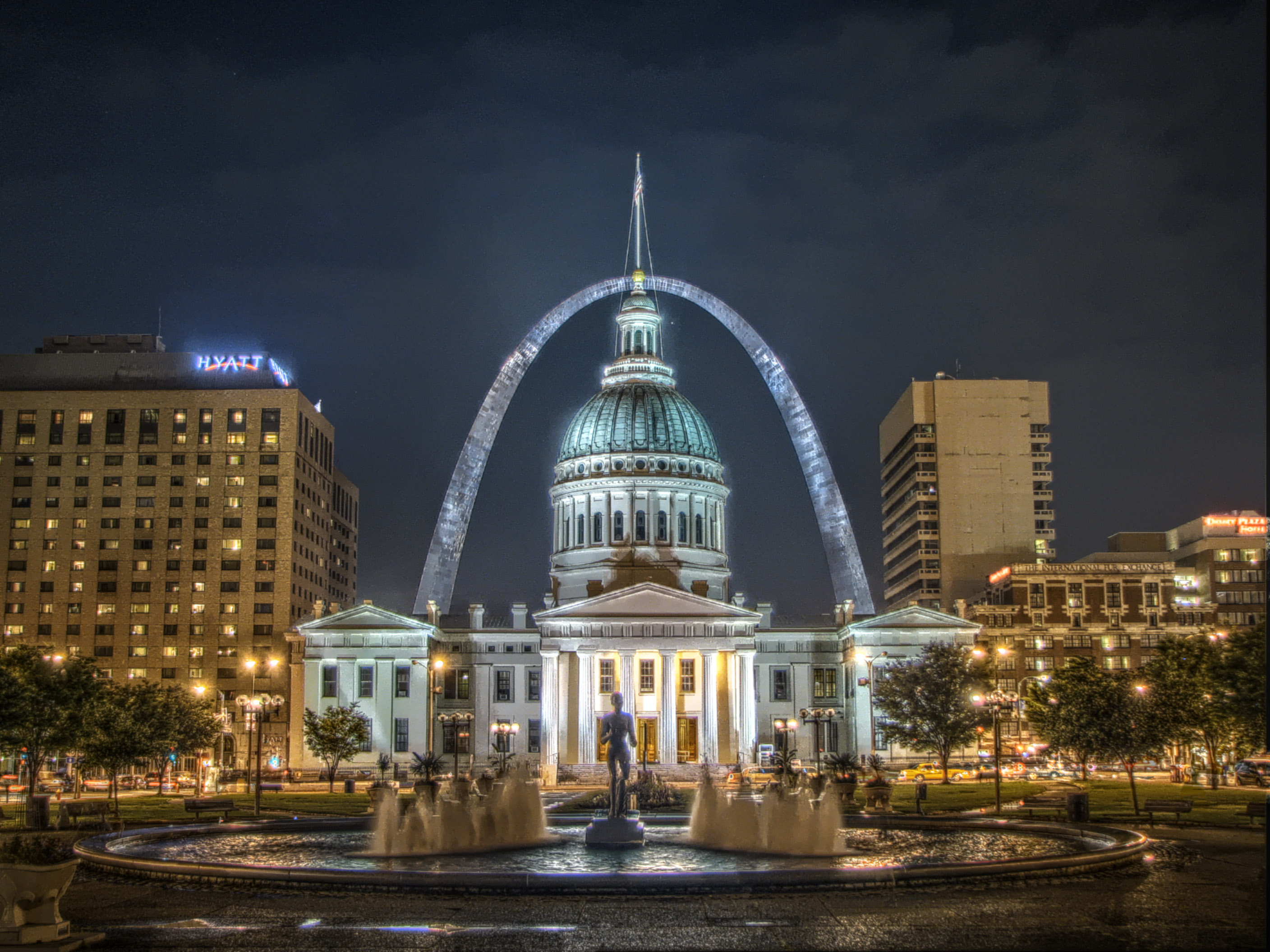
Tone mapping

## A probléma magyarázata
Az emberi szem képes igen nagy dinamikatartományú (igen világos és igen sötét elemeket tartalmazó) képek befogadására és feldolgozására. Analóg és leginkább digitális fényképezés során merül fel a probléma, hogy amikor eltérő megvilágítottságú helyszíneket, objektumokat, tárgyakat akarunk fényképezni – pl. egy félhomályos szobát, amelynek az ablakán azért besüt a nap –, a fényképezőgép filmje vagy szenzora nem képes egyszerre megörökíteni a nagyon sötét és a nagyon világos részleteket. Az eredmény vagy kiégett, túl világos foltok, vagy túl sötét részek. Az igen elterjedt digitális fényképezőgépek szenzorai maximum 8 blendényi különbséget tudnak befogadni. Míg az emberi szem jól tolerálja ezeket a különbségeket, a fényképezőgépek analóg érzékelője (CCD vagy CMOS szenzora) és a mögötte található digitális jelfeldolgozó egység nem tud ezzel megbirkózni. Még a modern szenzorok is csak kb. 3-4 blende különbséget tudnak jól megjeleníteni – ha a kép egyes részei ennél sötétebbek vagy világosabbak, akkor az eredményül kapott kép részletei túl sötétek vagy túl világosak lesznek („bebuknak” vagy „beégnek”).
A probléma a digitális fényképezés előtti időkben is ismert volt. Kiküszöbölésére a legalaposabban kidolgozott módszer Ansel Adams amerikai fényképész nevéhez fűződik. Az általa kidolgozott Zone System matematikai részletességgel határozta meg a tizenegy blendényire osztott látható fénytartomány visszaadásához szükséges eljárást. A Zone System így a HDR fényképezés előfutárának is tekinthető.

## Fényképezés
A dinamikatartományt általában az expozíciós érték vagy blende jelöli (angolul exposure value, EV vagy stop) a kép legvilágosabb és legsötétebb része közötti különbséget. 1 EV különbség azt jelenti, hogy kétszeres a szenzorra vagy filmre beeső fény mennyisége a kép adott részén.
| Eszköz                      | EV-tartomány | Kontraszt        |
| --------------------------- | ------------ | ---------------- |
| Átlagos LCD képernyő        | 9,5          | 700:1            |
| DSLR (Canon EOS-1D Mark II) | 11           | 2048:1           |
| Diapozitív film             | 7            | 128:1            |
| Emberi szem                 | 10–14        | 1024:1 – 16384:1 |

A probléma kiküszöbölésére expozíciós sorozatot kell készíteni, ami a hagyományos (analóg vagy filmes) fényképezésben sem ismeretlen. Az expozíciós sorozat lényege, hogy különböző expozíciós időkkel vagy különböző blendeállás mellett készítenek fényképeket ugyanarról a tárgyról vagy helyszínről, amiket aztán felhasználnak a HDR kép elkészítéséhez. Az expozíciótól, illetve blendeállástól függően a képek normálisak, alulexponáltak (túl sötétek, −4 vagy −2 EV mellett) vagy túlexponáltak (+2 vagy +4 EV mellett) lesznek. A digitális fényképezésben igen gyakran használják a RAW formátumot az ilyen képek rögzítésére, mivel a 8 bites JPEG kódolás, a képtömörítési eljárások miatt, nem teszi lehetővé a finom átmenetek rögzítését a fényesebb és kevésbé fényes részek között.
A HDR eljárásban minden olyan kamera alkalmazható, amely lehetővé teszi alul- vagy túlexponált képek készítését. Egyes korszerű digitális kamerák rendelkeznek az automatikus expozíciós sorozat elkészítésének képességével („auto exposure bracketing” vagy „AEB”), bár igen eltérő mértékben: a Canon EOS 40D csak 3 EV különbséggel tud készíteni, míg a Canon EOS-1D Mark II már 18 EV különbséggel tudja elkészíteni a sorozatot. A HDR képalkotás elterjedésével egyre több gyártó építi be ezt az újabb modellekbe. Például a Pentax K-7 digitális tükörreflexes fényképezőgép a kamerán belül rögzíti és készíti el a HDR képet, amelyből azután tone-mapping segítségével állítja elő a végső JPEG képet. A Canon PowerShot G12 és a Canon PowerShot S95 fényképezőgépek ugyanezt tudják, de kompakt formátumban.
| ISO érték | Dinamikatartomány (EV) |
| --------- | ---------------------- |
| 50        | 11,3                   |
| 100       | 11,6                   |
| 200       | 11,5                   |
| 400       | 11,2                   |
| 800       | 10,7                   |
| 1600      | 9,7                    |
| 3200      | 8,7                    |